# Asesinatos en serie con castración
Los asesinatos en serie con castración fueron una serie de asesinatos de varones jóvenes cometidos en varios estados estadounidenses distantes entre agosto de 1980 y noviembre de 1986. Todas las víctimas fueron secuestradas, disparadas en la parte posterior de la cabeza y castradas post mortem, de ahí el nombre del caso. Inicialmente se consideraron no relacionados debido a la lejanía geográfica de las escenas del crimen hasta 1989, cuando la evidencia forense concluyó que dos de las víctimas habían sido asesinadas con el mismo revólver, y que las otras tres probablemente también.

## Víctimas conocidas
- La primera víctima, tan solo descrita como un autoestopista de aproximadamente 27 años, fue encontrada en agosto de 1980, aproximadamente a 20 millas de Casper, Wyoming. El hombre, que nunca ha sido identificado, recibió un disparo con un revólver calibre .38 y luego fue castrado por su asesino.[3]
- El 19 de agosto de 1981, el cuerpo desnudo de Wayne Leigh Rifendifer, de 30 años, fue encontrado en una zona boscosa de Jersey Shore, Pensilvania, a unas 6 millas de la I-80. Investigaciones posteriores establecieron que Rifendifer residía en Bridgeport, Connecticut y solía viajar como autoestopista.[4][5]
- El 14 de junio de 1982, el cuerpo también desnudo, excepto los calcetines, y mutilado de Marty James Shook, de 21 años, fue descubierto entre la maleza en la orilla del río por un pescador en Daniels Pass,[6] un paso de montaña en Heber City, Utah, frente a la U-40.[7] Los investigadores establecieron rápidamente que Shook era un autoestopista que había sido visto con vida por última vez dos días antes en Sparks, Nevada. Había salido de Truckee, California, tras informar a sus familiares de que iba a buscar trabajo en Colorado. Un testigo encontrado por la policía afirmó haber visto a una mujer joven de cabello rubio por el área donde luego se encontró el cuerpo. Se decía que la misteriosa mujer también era una autoestopista que quería dejar el estado para ir a Kansas. Se la ha propuesto como posible sospechosa en el caso, pero nunca se descubrió su identidad ni su paradero.[8][9]
- En julio de 1983, se encontró en Georgia el cuerpo casi completamente desnudo de otro joven no identificado, ya que vestía solo un bañador. Poca información se ha revelado públicamente sobre esta víctima.
- El 26 de noviembre de 1986, el cuerpo desmembrado y envuelto en una manta de Jack Franklin Andrews fue encontrado cerca de Litchfield, Connecticut no lejos de un área de descanso de la Ruta 8. Andrews tenía un extenso historial policial con arrestos en California, Kansas, Florida, Tennessee y Oregón por varios delitos, pero nunca había sido sospechoso de ningún delito en Connecticut. Andrews no fue disparado, su asesino lo castró y luego procedió a mutilar el cadáver, cortando las piernas y la cabeza del torso, llevándose además de los genitales también los pezones. La víctima fue identificada con éxito posteriormente a través de huella genética.[10]

## Investigación
En noviembre de 1989, un examen balístico forense reveló que las víctimas habían recibido disparos a quemarropa con un revólver calibre .38, posiblemente de fabricación Charter Arms. Dado que todos ellos fueron encontrados cerca de carreteras frecuentadas por camioneros, los investigadores sugirieron que su asesino podría ser un camionero o un vendedor ambulante, luego de lo cual solicitaron que el FBI realizara un perfil psicológico del agresor.
En 1991, el agente del FBI Terry Green, entonces director del programa VICAP, sugirió que debido al hecho de que no habían ocurrido asesinatos similares después de 1986, era más que probable que el asesino hubiera fallecido, o fuera encarcelado por otro delito, o haber salido de los Estados Unidos. Otros creen que simplemente, los siguientes cuerpos no fueron hallados al haberlos enterrado mejor o desechado en lugares más remotos.
En la década de 2000, la policía arrestó a un residente de San Francisco, California, en cuya casa se encontró una lata de líquido conservante que contenía un escroto humano cortado. Se envió para su examen en un intento de extraer una muestra de tejido para establecer la identidad de la víctima, pero debido a la larga conservación en la sustancia del escroto, no se pudo extraer ADN. Después de examinar los bordes y formas de las heridas de las víctimas a partir de fotografías tomadas durante las investigaciones originales, el patólogo forense concluyó que el escroto no pertenecía a ninguna de las víctimas conocidas. Los asesinatos aun se consideran casos sin resolver.